# Chile en la Copa América 2021
La selección de Chile fue uno de los 10 equipos participantes en la Copa América 2021, torneo continental que se llevó a cabo del 13 de junio al 10 de julio de 2021 en Brasil. Fue la cuadragésima participación de Chile.
Chile estuvo en el Grupo A, de acuerdo a las políticas de esta edición, junto a Argentina, Bolivia, Paraguay y Uruguay.

## Preparación
La última participación de la selección de Chile en la Copa América se dio en la edición de 2019, celebrada en Brasil. La Roja acabó el certamen en cuarto lugar, después de perder el partido por el tercer puesto ante su par de Argentina por 1-2. Previo a tal encuentro, había finalizado en la segunda posición del Grupo C —tras vencer a Japón por 4-0 y a Ecuador por 2-1, y caer frente a Uruguay por 0-1— y superado a Colombia en la instancia de cuartos de final por medio de los tiros desde el punto penal. Su eliminación se vio consumada en la semifinal, al perder por goleada ante Perú por 0-3.
El cuadro chileno afrontó cuatro partidos amistosos durante los meses restantes de 2019, que le arrojaron un saldo final de una victoria, una derrota y dos igualdades. Para los días 15 y 19 de noviembre de aquel año, la selección tenía planificados otros dos amistosos, ante Bolivia en condición de local, y frente a Perú en su capital de Lima, respectivamente. No obstante, el primero de ellos fue suspendido a raíz de las protestas sociales en Chile, mientras que el segundo fue cancelado luego de que los propios jugadores del combinado nacional decidieran no presentarse.
El calendario oficial tenía programada la Copa América de Argentina y Colombia para junio de 2020, previa a la cual Chile debía disputar dos encuentros correspondientes a las eliminatorias para la Copa Mundial de Catar 2022 frente a Uruguay y Colombia; sin embargo, la pandemia de COVID-19 originada a fines de 2019 provocó que toda competición futbolística fuera cancelada y postergada.
| Fecha                    | Lugar               | Instancia     |           |                      | Resultado |                      |           |
| ------------------------ | ------------------- | ------------- | --------- | -------------------- | --------- | -------------------- | --------- |
| 5 de septiembre de 2019  | Los Ángeles         | Amistoso      | Chile     | Bandera de Chile     | 0:0       | Bandera de Argentina | Argentina |
| 10 de septiembre de 2019 | San Pedro Sula      | Amistoso      | Honduras  | Bandera de Honduras  | 2:1 (0:1) | Bandera de Chile     | Chile     |
| 12 de octubre de 2019    | Alicante            | Amistoso      | Colombia  | Bandera de Colombia  | 0:0       | Bandera de Chile     | Chile     |
| 15 de octubre de 2019    | Alicante            | Amistoso      | Chile     | Bandera de Chile     | 3:2 (0:1) | Bandera de Guinea    | Guinea    |
| 15 de noviembre de 2019  | Sin definir         | Amistoso      | Chile     | Bandera de Chile     | Cancelado | Bandera de Bolivia   | Bolivia   |
| 19 de noviembre de 2019  | Lima                | Amistoso      | Perú      | Bandera de Perú      | Cancelado | Bandera de Chile     | Chile     |
| 8 de octubre de 2020     | Montevideo          | Eliminatorias | Uruguay   | Bandera de Uruguay   | 2:1 (1:0) | Bandera de Chile     | Chile     |
| 13 de octubre de 2020    | Santiago            | Eliminatorias | Chile     | Bandera de Chile     | 2:2 (2:1) | Bandera de Colombia  | Colombia  |
| 12 de noviembre de 2020  | Santiago            | Eliminatorias | Chile     | Bandera de Chile     | 2:0 (2:0) | Bandera de Perú      | Perú      |
| 17 de noviembre de 2020  | Caracas             | Eliminatorias | Venezuela | Bandera de Venezuela | 2:1 (1:1) | Bandera de Chile     | Chile     |
| 26 de marzo de 2021      | Rancagua            | Amistoso      | Chile     | Bandera de Chile     | 2:1 (2:1) | Bandera de Bolivia   | Bolivia   |
| 3 de junio de 2021       | Santiago del Estero | Eliminatorias | Argentina | Bandera de Argentina | 1:1 (1:1) | Bandera de Chile     | Chile     |
| 8 de junio de 2021       | Santiago            | Eliminatorias | Chile     | Bandera de Chile     | 1:1 (0:0) | Bandera de Bolivia   | Bolivia   |

### Amistosos previos

#### Chile vs. Argentina
| 5 de septiembre de 2019 | Chile | 0:0     | Argentina | Memorial Coliseum, Los Ángeles                                    |                                                                   |
| 19:30 (UTC-7)           |       | Reporte |           | Asistencia: Sin datos sobre espectadores Árbitro(s): Jair Marrufo | Asistencia: Sin datos sobre espectadores Árbitro(s): Jair Marrufo |

| Uniformes | Uniformes |
| --------- | --------- |
|           |           |

#### Honduras vs. Chile
| 10 de septiembre de 2019 | Honduras                   | 2:1 (0:1) | Chile        | Estadio Olímpico Metropolitano, San Pedro Sula                     |                                                                    |
|                          | A. Elis 73' · J. Rubio 80' | Reporte   | A. Parot 19' | Asistencia: Sin datos sobre espectadores Árbitro(s): Juan Calderón | Asistencia: Sin datos sobre espectadores Árbitro(s): Juan Calderón |

| Uniformes | Uniformes |
| --------- | --------- |
|           |           |

#### Colombia vs. Chile
| 12 de octubre de 2019 | Colombia | 0:0     | Chile | Estadio José Rico Pérez, Alicante                         |                                                           |
|                       |          | Reporte |       | Asistencia: 25 716 espectadores Árbitro(s): Jason Barcelo | Asistencia: 25 716 espectadores Árbitro(s): Jason Barcelo |

| Uniformes | Uniformes |
| --------- | --------- |
|           |           |

#### Chile vs. Guinea
| 15 de octubre de 2019 | Chile | 3:2 (0:1) | Guinea | Estadio José Rico Pérez, Alicante                      |                                                        |
|                       |       | Reporte   |        | Asistencia: 200 espectadores Árbitro(s): Fyodor Zammit | Asistencia: 200 espectadores Árbitro(s): Fyodor Zammit |

| Uniformes | Uniformes |
| --------- | --------- |
|           |           |

#### Chile vs. Bolivia
| 19 de noviembre de 2019                                         | Chile | Cancelado | Bolivia |  |  |
| El partido se cancelado debido a la crisis que atraviesa Chile. |       |           |         |  |  |

#### Perú vs. Chile
| 19 de noviembre de 2019                                                 | Perú | Cancelado | Chile |  |  |
| El partido fue cancelado debido a la crisis social que atraviesa Chile. |      |           |       |  |  |

#### Chile vs. Bolivia
| 26 de marzo de 2021 | Chile                           | 2:1 (2:1) | Bolivia        | Estadio El Teniente, Rancagua                       |                                                     |
|                     | L. Jiménez 12' · J. Meneses 20' | Reporte   | M. Martins 18' | Asistencia: 0 espectadores Árbitro(s): Juan Benítez | Asistencia: 0 espectadores Árbitro(s): Juan Benítez |

| Uniformes | Uniformes |
| --------- | --------- |
|           |           |

### Eliminatorias para la Copa Mundial de 2022

#### Uruguay vs. Chile
| 8 de octubre de 2020, 19:45 (UTC-3) | Uruguay                         | 2:1 (1:0)                     | Chile       | Estadio Centenario, Montevideo                                       |                                                                      |
|                                     | Suárez 39' (pen.) · Gómez 90+3' | FIFA Reporte Conmebol Reporte | Sánchez 54' | Asistencia: 0 espectadores Árbitro(s): Eber Aquino VAR: Juan Benítez | Asistencia: 0 espectadores Árbitro(s): Eber Aquino VAR: Juan Benítez |

| Uniformes | Uniformes |
| --------- | --------- |
|           |           |

#### Chile vs. Colombia
| 13 de octubre de 2020, 21:30 (UTC-3) | Chile                          | 2:2 (2:1)                     | Colombia                | Estadio Nacional, Santiago                                               |                                                                          |
| | Vidal 38' (pen.) · Sánchez 41' | FIFA Reporte Conmebol Reporte | Lerma 7' · Falcao 90+1' | Asistencia: 0 espectadores Árbitro(s): Darío Herrera VAR: Mauro Vigliano | Asistencia: 0 espectadores Árbitro(s): Darío Herrera VAR: Mauro Vigliano |
| El partido originalmente estaba programado para las 20:00 (UTC-3), pero se retrasó a las 21:30 debido a la transmisión en Chile de la franja electoral del plebiscito nacional entre las 20:45 y 21:00. |                                |                               |                         |                                                                          |                                                                          |

|  |  |

#### Chile vs. Perú
| 13 de noviembre de 2020, 20:00 (UTC-3) | Chile          | 2:0 (2:0)                     | Perú | Estadio Nacional, Santiago                                                   |                                                                              |
|                                        | Vidal 20', 35' | FIFA Reporte Conmebol Reporte |      | Asistencia: 0 espectadores Árbitro(s): Esteban Ostojich VAR: Leodán González | Asistencia: 0 espectadores Árbitro(s): Esteban Ostojich VAR: Leodán González |

| Uniformes | Uniformes |
| --------- | --------- |
|           |           |

#### Venezuela vs. Chile
| 17 de noviembre de 2020, 17:00 (UTC-4) | Venezuela            | 2:1 (1:1)                     | Chile     | Estadio Olímpico de la UCV, Caracas                                         |                                                                             |
|                                        | Mago 9' · Rondón 80' | FIFA Reporte Conmebol Reporte | Vidal 15' | Asistencia: 0 espectadores Árbitro(s): Patricio Loustau VAR: Mauro Vigliano | Asistencia: 0 espectadores Árbitro(s): Patricio Loustau VAR: Mauro Vigliano |

| Uniformes | Uniformes |
| --------- | --------- |
|           |           |

#### Argentina vs. Chile
| 3 de junio de 2021, 21:00 (UTC-3) | Argentina        | 1:1 (1:1)                     | Chile       | Estadio Único, Santiago del Estero                                           |                                                                              |
|                                   | Messi 24' (pen.) | FIFA Reporte Conmebol Reporte | Sánchez 36' | Asistencia: 0 espectadores Árbitro(s): Jesús Valenzuela VAR: Leodán González | Asistencia: 0 espectadores Árbitro(s): Jesús Valenzuela VAR: Leodán González |

| Uniformes | Uniformes |
| --------- | --------- |
|           |           |

#### Chile vs Bolivia
| 8 de junio de 2021, 21:30 (UTC-4) | Chile      | 1:1 (0:0)                     | Bolivia            | Estadio San Carlos de Apoquindo, Santiago                            |                                                                      |
|                                   | Pulgar 69' | FIFA Reporte Conmebol Reporte | Martins 82' (pen.) | Asistencia: 0 espectadores Árbitro(s): Eber Aquino VAR: Derlis López | Asistencia: 0 espectadores Árbitro(s): Eber Aquino VAR: Derlis López |

| Uniformes | Uniformes |
| --------- | --------- |
|           |           |

## Plantel
Los siguientes jugadores son citados para afrontar la Copa América, dados  a conocer el 10 de junio. Tras la lesión de Guillermo Maripán, el 27 de junio, Martín Lasarte convocó a Diego Valencia en su reemplazo.
| N.º | Nombre              | Posición      | Edad    | PJ  | Goles | Club                 | Club Formativo       |
| --- | ------------------- | ------------- | ------- | --- | ----- | -------------------- | -------------------- |
| 1   | Claudio Bravo       | Portero       | 42 años | 132 | 0     | Real Betis           | Colo-Colo            |
| 12  | Gabriel Arias       | Portero       | 37 años | 13  | 0     | Racing Club          | Olimpo               |
| 23  | Gabriel Castellón   | Portero       | 30 años | 0   | 0     | Huachipato           | Santiago Wanderers   |
| 2   | Eugenio Mena        | Defensa       | 36 años | 61  | 3     | Racing Club          | Santiago Wanderers   |
| 3   | Guillermo Maripán   | Defensa       | 31 años | 31  | 2     | Monaco               | Universidad Católica |
| 4   | Mauricio Isla       | Defensa       | 36 años | 124 | 4     | Flamengo             | Udinese              |
| 5   | Enzo Roco           | Defensa       | 32 años | 28  | 1     | Fatih Karagümrük     | Universidad Católica |
| 6   | Francisco Sierralta | Defensa       | 28 años | 7   | 0     | Watford              | Universidad Católica |
| 15  | Daniel González     | Defensa       | 23 años | 1   | 0     | Santiago Wanderers   | Santiago Wanderers   |
| 17  | Gary Medel          | Defensa       | 37 años | 133 | 7     | Bologna              | Universidad Católica |
| 18  | Sebastián Vegas     | Defensa       | 28 años | 12  | 1     | Monterrey            | Audax Italiano       |
| 7   | César Pinares       | Mediocampista | 34 años | 18  | 1     | Grêmio               | Colo-Colo            |
| 8   | Arturo Vidal        | Mediocampista | 38 años | 123 | 32    | Inter de Milán       | Colo-Colo            |
| 13  | Erick Pulgar        | Mediocampista | 31 años | 31  | 2     | Fiorentina           | Deportes Antofagasta |
| 14  | Pablo Galdames      | Mediocampista | 28 años | 6   | 0     | Vélez Sarsfield      | Unión Española       |
| 19  | Tomás Alarcón       | Mediocampista | 26 años | 7   | 0     | Cádiz CF             | O'Higgins            |
| 20  | Charles Aránguiz    | Mediocampista | 36 años | 86  | 7     | Bayer Leverkusen     | Cobreloa             |
| 25  | Marcelino Núñez     | Mediocampista | 25 años | 0   | 0     | Universidad Católica | Universidad Católica |
| 27  | Pablo Aránguiz      | Mediocampista | 28 años | 2   | 0     | Universidad de Chile | Unión Española       |
| 28  | Claudio Baeza       | Mediocampista | 31 años | 8   | 0     | Toluca               | Colo-Colo            |
| 3   | Diego Valencia      | Delantero     | 25 años | 0   | 0     | Universidad Católica | Universidad Católica |
| 9   | Jean Meneses        | Delantero     | 32 años | 11  | 2     | Club León            | San Luis             |
| 10  | Alexis Sánchez      | Delantero     | 36 años | 138 | 46    | Inter de Milán       | Cobreloa             |
| 11  | Eduardo Vargas      | Delantero     | 35 años | 99  | 40    | Atlético Mineiro     | Cobreloa             |
| 16  | Felipe Mora         | Delantero     | 31 años | 8   | 1     | Portland Timbers     | Audax Italiano       |
| 21  | Carlos Palacios     | Delantero     | 24 años | 4   | 0     | Internacional        | Unión Española       |
| 22  | Ben Brereton        | Delantero     | 26 años | 4   | 1     | Blackburn Rovers     | Stoke City           |
| 24  | Luciano Arriagada   | Delantero     | 23 años | 1   | 0     | Colo-Colo            | Colo-Colo            |
| 26  | Clemente Montes     | Delantero     | 24 años | 1   | 0     | Universidad Católica | Universidad Católica |

Los siguientes jugadores fueron descartados y liberados el 10 de junio de la convocatoria tras ser llamados a los dos partidos anteriores.
Datos correspondientes a la situación previa al inicio del torneo
| Nombre          | Posición       | Edad | PJ Sel | G | Club                  |
| --------------- | -------------- | ---- | ------ | - | --------------------- |
| Yonathan Andía  | Defensa        | 28   | 1      | 0 | Universidad de Chile  |
| Jean Beausejour | Defensa        | 37   | 109    | 6 | Coquimbo Unido        |
| Juan Leiva      | Centrocampista | 27   | 0      | 0 | Universidad Católica  |
| Luis Jiménez    | Centrocampista | 36   | 28     | 3 | Palestino             |
| Fabián Orellana | Delantero      | 35   | 44     | 2 | Real Valladolid C. F. |

## Participación

### Partidos
| Fecha       | Lugar          | Instancia        |           |                      | Resultado |                     |          |
| ----------- | -------------- | ---------------- | --------- | -------------------- | --------- | ------------------- | -------- |
| 14 de junio | Río de Janeiro | Fase de grupos   | Argentina | Bandera de Argentina | 1:1 (1:0) | Bandera de Chile    | Chile    |
| 18 de junio | Cuiabá         | Fase de grupos   | Chile     | Bandera de Chile     | 1:0 (1:0) | Bandera de Bolivia  | Bolivia  |
| 21 de junio | Cuiabá         | Fase de grupos   | Uruguay   | Bandera de Uruguay   | 1:1 (0:1) | Bandera de Chile    | Chile    |
| 24 de junio | Brasilia       | Fase de grupos   | Chile     | Bandera de Chile     | 0:2 (0:1) | Bandera de Paraguay | Paraguay |
| 2 de julio  | Río de Janeiro | Cuartos de final | Brasil    | Bandera de Brasil    | 1:0 (0:0) | Bandera de Chile    | Chile    |

### Primera fase - Grupo A

#### Posiciones
| Selección | Pts | PJ | PG | PE | PP | GF | GC | Dif |
| --------- | --- | -- | -- | -- | -- | -- | -- | --- |
| Argentina | 10  | 4  | 3  | 1  | 0  | 7  | 2  | +5  |
| Uruguay   | 7   | 4  | 2  | 1  | 1  | 4  | 2  | +2  |
| Paraguay  | 6   | 4  | 2  | 0  | 2  | 5  | 3  | +2  |
| Chile     | 5   | 4  | 1  | 2  | 1  | 3  | 4  | –1  |
| Bolivia   | 0   | 4  | 0  | 0  | 4  | 2  | 10 | –8  |

#### Argentina vs. Chile
| Jornada 1; 14 de junio | Argentina | 1:1 (1:0) | Chile      | Estadio Nilton Santos, Río de Janeiro                                   |                                                                         |
| 18:00 (UTC-3)          | Messi 32' | Reporte   | Vargas 57' | Asistencia: Sin espectadores Árbitro(s): Wilmar Roldán VAR: Jhon Ospina | Asistencia: Sin espectadores Árbitro(s): Wilmar Roldán VAR: Jhon Ospina |

| 23         | Guardameta     | Emiliano Martínez     |     |
| 4          | Defensa        | Gonzalo Montiel       | 85' |
| 2          | Defensa        | Lucas Martínez Quarta |     |
| 19         | Defensa        | Nicolás Otamendi      |     |
| 3          | Defensa        | Nicolás Tagliafico    |     |
| 7          | Centrocampista | Rodrigo de Paul       |     |
| 5          | Centrocampista | Leandro Paredes       | 68' |
| 20         | Centrocampista | Giovani Lo Celso      | 67' |
| 10         | Delantero      | Lionel Messi          |     |
| 22         | Delantero      | Lautaro Martínez      | 80' |
| 15         | Delantero      | Nicolás González      | 80' |
| Entrenador | Entrenador     | Lionel Scaloni        |     |

| 1          | Guardameta     | Claudio Bravo     |       |
| 4          | Defensa        | Mauricio Isla     |       |
| 17         | Defensa        | Gary Medel        | 84'   |
| 5          | Defensa        | Guillermo Maripán |       |
| 2          | Defensa        | Eugenio Mena      |       |
| 8          | Centrocampista | Arturo Vidal      | 85'   |
| 13         | Centrocampista | Erick Pulgar      |       |
| 20         | Centrocampista | Charles Aránguiz  |       |
| 9          | Delantero      | Jean Meneses      | 90+3' |
| 21         | Delantero      | Carlos Palacios   | 77'   |
| 11         | Delantero      | Eduardo Vargas    | 77'   |
| Entrenador | Entrenador     | Martín Lasarte    |       |

| 11 | Delantero      | Ángel Di María    | 67' |
| 14 | Centrocampista | Exequiel Palacios | 68' |
| 16 | Delantero      | Joaquín Correa    | 80' |
| 9  | Delantero      | Sergio Agüero     | 80' |
| 26 | Defensa        | Nahuel Molina     | 85' |

| 22 | Delantero      | Ben Brereton   | 77'   |
| 7  | Centrocampista | César Pinares  | 77'   |
| 5  | Defensa        | Enzo Roco      | 84'   |
| 19 | Centrocampista | Tomás Alarcón  | 85'   |
| 14 | Centrocampista | Pablo Galdames | 90+3' |

| Anotado | 33' | Lionel Messi | 1−0 |

| Anotado | 57' | Eduardo Vargas | 1−1 |

| Amonestado | 30' | Lucas Martínez Quarta |
| Amonestado | 62' | Lautaro Martínez      |

| Amonestado | 25' | Mauricio Isla |
| Amonestado | 32' | Erick Pulgar  |
| Amonestado | 35' | Arturo Vidal  |

| Árbitro             | Wilmar Roldán     |
| Árbitros asistentes | Alexander Guzmán  |
| Árbitros asistentes | Jhon León         |
| Cuarto árbitro      | Alexis Herrera    |
| VAR                 | Jhon Ospina       |
| Adicional VAR       | Christian Lescano |
| Asesor de árbitros  | Roberto Perassi   |

| 23         | Guardameta     | Emiliano Martínez     |     |
| 4          | Defensa        | Gonzalo Montiel       | 85' |
| 2          | Defensa        | Lucas Martínez Quarta |     |
| 19         | Defensa        | Nicolás Otamendi      |     |
| 3          | Defensa        | Nicolás Tagliafico    |     |
| 7          | Centrocampista | Rodrigo de Paul       |     |
| 5          | Centrocampista | Leandro Paredes       | 68' |
| 20         | Centrocampista | Giovani Lo Celso      | 67' |
| 10         | Delantero      | Lionel Messi          |     |
| 22         | Delantero      | Lautaro Martínez      | 80' |
| 15         | Delantero      | Nicolás González      | 80' |
| Entrenador | Entrenador     | Lionel Scaloni        |     |

| 1          | Guardameta     | Claudio Bravo     |       |
| 4          | Defensa        | Mauricio Isla     |       |
| 17         | Defensa        | Gary Medel        | 84'   |
| 5          | Defensa        | Guillermo Maripán |       |
| 2          | Defensa        | Eugenio Mena      |       |
| 8          | Centrocampista | Arturo Vidal      | 85'   |
| 13         | Centrocampista | Erick Pulgar      |       |
| 20         | Centrocampista | Charles Aránguiz  |       |
| 9          | Delantero      | Jean Meneses      | 90+3' |
| 21         | Delantero      | Carlos Palacios   | 77'   |
| 11         | Delantero      | Eduardo Vargas    | 77'   |
| Entrenador | Entrenador     | Martín Lasarte    |       |

| 11 | Delantero      | Ángel Di María    | 67' |
| 14 | Centrocampista | Exequiel Palacios | 68' |
| 16 | Delantero      | Joaquín Correa    | 80' |
| 9  | Delantero      | Sergio Agüero     | 80' |
| 26 | Defensa        | Nahuel Molina     | 85' |

| 22 | Delantero      | Ben Brereton   | 77'   |
| 7  | Centrocampista | César Pinares  | 77'   |
| 5  | Defensa        | Enzo Roco      | 84'   |
| 19 | Centrocampista | Tomás Alarcón  | 85'   |
| 14 | Centrocampista | Pablo Galdames | 90+3' |

| Anotado | 33' | Lionel Messi | 1−0 |

| Anotado | 57' | Eduardo Vargas | 1−1 |

| Amonestado | 30' | Lucas Martínez Quarta |
| Amonestado | 62' | Lautaro Martínez      |

| Amonestado | 25' | Mauricio Isla |
| Amonestado | 32' | Erick Pulgar  |
| Amonestado | 35' | Arturo Vidal  |

| Árbitro             | Wilmar Roldán     |
| Árbitros asistentes | Alexander Guzmán  |
| Árbitros asistentes | Jhon León         |
| Cuarto árbitro      | Alexis Herrera    |
| VAR                 | Jhon Ospina       |
| Adicional VAR       | Christian Lescano |
| Asesor de árbitros  | Roberto Perassi   |

| Estadísticas      | Bandera de Argentina | Bandera de Chile |
| Tiros             | 18                   | 5                |
| Tiros a puerta    | 5                    | 4                |
| Faltas            | 14                   | 19               |
| Saques de esquina | 7                    | 1                |
| Penaltis          | 0                    | 1                |
| Fueras de juego   | 2                    | 7                |
| Posesión de balón | 48%                  | 52%              |

#### Chile vs. Bolivia
| Jornada 2; 18 de junio | Chile        | 1:0 (1:0) | Bolivia | Arena Pantanal, Cuiabá                                                         |                                                                                |
| 17:00 (UTC-4)          | Brereton 10' | Reporte   |         | Asistencia: Sin espectadores Árbitro(s): Gil Manzano VAR: De Burgos Bengoetxea | Asistencia: Sin espectadores Árbitro(s): Gil Manzano VAR: De Burgos Bengoetxea |

| 1          | Guardameta     | Claudio Bravo     |     |
| 4          | Defensa        | Mauricio Isla     |     |
| 17         | Defensa        | Gary Medel        |     |
| 3          | Defensa        | Guillermo Maripán |     |
| 2          | Defensa        | Eugenio Mena      |     |
| 8          | Centrocampista | Arturo Vidal      | 69' |
| 13         | Centrocampista | Erick Pulgar      |     |
| 20         | Centrocampista | Charles Aránguiz  |     |
| 9          | Delantero      | Jean Meneses      | 65' |
| 11         | Delantero      | Eduardo Vargas    |     |
| 22         | Delantero      | Ben Brereton      | 84' |
| Entrenador | Entrenador     | Martín Lasarte    |     |

| 1          | Guardameta     | Carlos Lampe      |     |
| 8          | Defensa        | Diego Bejarano    |     |
| 2          | Defensa        | Jairo Quinteros   |     |
| 5          | Defensa        | Adrian Jusino     |     |
| 17         | Defensa        | Roberto Fernández |     |
| 16         | Centrocampista | Erwin Saavedra    | 78' |
| 20         | Centrocampista | Ramiro Vaca       | 90' |
| 6          | Centrocampista | Leonel Justiniano | 90' |
| 7          | Centrocampista | Juan Carlos Arce  |     |
| 25         | Delantero      | Jeyson Chura      | 64' |
| 18         | Delantero      | Gilbert Álvarez   |     |
| Entrenador | Entrenador     | César Farías      |     |

| 7  | Centrocampista | César Pinares  | 65' |
| 19 | Centrocampista | Tomás Alarcón  | 69' |
| 27 | Centrocampista | Pablo Aránguiz | 84' |

| 11 | Delantero      | Rodrigo Ramallo   | 64' |
| 19 | Defensa        | Enrique Flores    | 78' |
| 22 | Defensa        | Danny Bejarano    | 90' |
| 14 | Centrocampista | Moisés Villarroel | 90' |

| Anotado | 10' | Ben Brereton | 1–0 |

| Amonestado | 81' | Guillermo Maripán |

| Amonestado | 53' | Ramiro Vaca    |
| Amonestado | 87' | Diego Bejarano |

| Árbitro             | Jesús Gil Manzano            |
| Árbitros asistentes | Diego Barbero                |
| Árbitros asistentes | Ángel Nevado                 |
| Cuarto árbitro      | Andrés Rojas                 |
| VAR                 | Ricardo de Burgos Bengoetxea |
| Adicional VAR       | José Luis Munuera            |
| Asesor de árbitros  | Roberto Perassi              |

| 1          | Guardameta     | Claudio Bravo     |     |
| 4          | Defensa        | Mauricio Isla     |     |
| 17         | Defensa        | Gary Medel        |     |
| 3          | Defensa        | Guillermo Maripán |     |
| 2          | Defensa        | Eugenio Mena      |     |
| 8          | Centrocampista | Arturo Vidal      | 69' |
| 13         | Centrocampista | Erick Pulgar      |     |
| 20         | Centrocampista | Charles Aránguiz  |     |
| 9          | Delantero      | Jean Meneses      | 65' |
| 11         | Delantero      | Eduardo Vargas    |     |
| 22         | Delantero      | Ben Brereton      | 84' |
| Entrenador | Entrenador     | Martín Lasarte    |     |

| 1          | Guardameta     | Carlos Lampe      |     |
| 8          | Defensa        | Diego Bejarano    |     |
| 2          | Defensa        | Jairo Quinteros   |     |
| 5          | Defensa        | Adrian Jusino     |     |
| 17         | Defensa        | Roberto Fernández |     |
| 16         | Centrocampista | Erwin Saavedra    | 78' |
| 20         | Centrocampista | Ramiro Vaca       | 90' |
| 6          | Centrocampista | Leonel Justiniano | 90' |
| 7          | Centrocampista | Juan Carlos Arce  |     |
| 25         | Delantero      | Jeyson Chura      | 64' |
| 18         | Delantero      | Gilbert Álvarez   |     |
| Entrenador | Entrenador     | César Farías      |     |

| 7  | Centrocampista | César Pinares  | 65' |
| 19 | Centrocampista | Tomás Alarcón  | 69' |
| 27 | Centrocampista | Pablo Aránguiz | 84' |

| 11 | Delantero      | Rodrigo Ramallo   | 64' |
| 19 | Defensa        | Enrique Flores    | 78' |
| 22 | Defensa        | Danny Bejarano    | 90' |
| 14 | Centrocampista | Moisés Villarroel | 90' |

| Anotado | 10' | Ben Brereton | 1–0 |

| Amonestado | 81' | Guillermo Maripán |

| Amonestado | 53' | Ramiro Vaca    |
| Amonestado | 87' | Diego Bejarano |

| Árbitro             | Jesús Gil Manzano            |
| Árbitros asistentes | Diego Barbero                |
| Árbitros asistentes | Ángel Nevado                 |
| Cuarto árbitro      | Andrés Rojas                 |
| VAR                 | Ricardo de Burgos Bengoetxea |
| Adicional VAR       | José Luis Munuera            |
| Asesor de árbitros  | Roberto Perassi              |

| Estadísticas      | Bandera de Chile | Bandera de Bolivia |
| Tiros             | 18               | 10                 |
| Tiros a puerta    | 11               | 3                  |
| Faltas            | 6                | 7                  |
| Saques de esquina | 6                | 2                  |
| Penaltis          | 0                | 0                  |
| Fueras de juego   | 1                | 2                  |
| Posesión de balón | 62%              | 38%                |

#### Uruguay vs. Chile
| Jornada 3; 21 de junio | Uruguay    | 1:1 (0:1) | Chile      | Arena Pantanal, Cuiabá                                                   |                                                                          |
| 17:00 (UTC-4)          | Suárez 66' | Reporte   | Vargas 26' | Asistencia: Sin espectadores Árbitro(s): Raphael Claus VAR: Rafael Traci | Asistencia: Sin espectadores Árbitro(s): Raphael Claus VAR: Rafael Traci |

| 1          | Guardameta     | Fernando Muslera       |     |
| 13         | Defensa        | Giovanni González      | 46' |
| 2          | Defensa        | José María Giménez     |     |
| 3          | Defensa        | Diego Godín            |     |
| 17         | Defensa        | Matías Viña            | 85' |
| 5          | Centrocampista | Matías Vecino          | 81' |
| 15         | Centrocampista | Federico Valverde      |     |
| 7          | Centrocampista | Nicolás de la Cruz     | 46' |
| 10         | Centrocampista | Giorgian de Arrascaeta | 60' |
| 9          | Delantero      | Luis Suárez            |     |
| 21         | Delantero      | Edinson Cavani         |     |
| Entrenador | Entrenador     | Óscar Tabárez          |     |

| 1          | Guardameta     | Claudio Bravo       |     |
| 6          | Defensa        | Francisco Sierralta |     |
| 17         | Defensa        | Gary Medel          |     |
| 3          | Defensa        | Guillermo Maripán   | 38' |
| 4          | Centrocampista | Mauricio Isla       |     |
| 13         | Centrocampista | Erick Pulgar        |     |
| 20         | Centrocampista | Charles Aránguiz    |     |
| 2          | Centrocampista | Eugenio Mena        |     |
| 8          | Centrocampista | Arturo Vidal        | 69' |
| 11         | Delantero      | Eduardo Vargas      | 56' |
| 22         | Delantero      | Ben Brereton        | 69' |
| Entrenador | Entrenador     | Martín Lasarte      |     |

| 22 | Defensa        | Martín Cáceres     | 46' |
| 8  | Centrocampista | Nahitan Nández     | 46' |
| 25 | Delantero      | Facundo Torres     | 60' |
| 14 | Centrocampista | Lucas Torreira     | 81' |
| 20 | Delantero      | Jonathan Rodríguez | 85' |

| 5  | Defensa        | Enzo Roco         | 38' |
| 9  | Delantero      | Jean Meneses      | 56' |
| 19 | Centrocampista | Tomás Alarcón     | 69' |
| 24 | Delantero      | Luciano Arriagada | 69' |

| Anotado | 66' | Luis Suárez | 1−1 |

| Anotado | 26' | Eduardo Vargas | 0−1 |

| Amonestado | 13' | Federico Valverde |

| Amonestado | 19' | Francisco Sierralta |

| Árbitro             | Raphael Claus      |
| Árbitros asistentes | Christian Lescano  |
| Árbitros asistentes | Byron Romero       |
| Cuarto árbitro      | Guillermo Guerrero |
| VAR                 | Rafael Traci       |
| Adicional VAR       | Víctor Carrillo    |
| Asesor de árbitros  | Roberto Perassi    |

| 1          | Guardameta     | Fernando Muslera       |     |
| 13         | Defensa        | Giovanni González      | 46' |
| 2          | Defensa        | José María Giménez     |     |
| 3          | Defensa        | Diego Godín            |     |
| 17         | Defensa        | Matías Viña            | 85' |
| 5          | Centrocampista | Matías Vecino          | 81' |
| 15         | Centrocampista | Federico Valverde      |     |
| 7          | Centrocampista | Nicolás de la Cruz     | 46' |
| 10         | Centrocampista | Giorgian de Arrascaeta | 60' |
| 9          | Delantero      | Luis Suárez            |     |
| 21         | Delantero      | Edinson Cavani         |     |
| Entrenador | Entrenador     | Óscar Tabárez          |     |

| 1          | Guardameta     | Claudio Bravo       |     |
| 6          | Defensa        | Francisco Sierralta |     |
| 17         | Defensa        | Gary Medel          |     |
| 3          | Defensa        | Guillermo Maripán   | 38' |
| 4          | Centrocampista | Mauricio Isla       |     |
| 13         | Centrocampista | Erick Pulgar        |     |
| 20         | Centrocampista | Charles Aránguiz    |     |
| 2          | Centrocampista | Eugenio Mena        |     |
| 8          | Centrocampista | Arturo Vidal        | 69' |
| 11         | Delantero      | Eduardo Vargas      | 56' |
| 22         | Delantero      | Ben Brereton        | 69' |
| Entrenador | Entrenador     | Martín Lasarte      |     |

| 22 | Defensa        | Martín Cáceres     | 46' |
| 8  | Centrocampista | Nahitan Nández     | 46' |
| 25 | Delantero      | Facundo Torres     | 60' |
| 14 | Centrocampista | Lucas Torreira     | 81' |
| 20 | Delantero      | Jonathan Rodríguez | 85' |

| 5  | Defensa        | Enzo Roco         | 38' |
| 9  | Delantero      | Jean Meneses      | 56' |
| 19 | Centrocampista | Tomás Alarcón     | 69' |
| 24 | Delantero      | Luciano Arriagada | 69' |

| Anotado | 66' | Luis Suárez | 1−1 |

| Anotado | 26' | Eduardo Vargas | 0−1 |

| Amonestado | 13' | Federico Valverde |

| Amonestado | 19' | Francisco Sierralta |

| Árbitro             | Raphael Claus      |
| Árbitros asistentes | Christian Lescano  |
| Árbitros asistentes | Byron Romero       |
| Cuarto árbitro      | Guillermo Guerrero |
| VAR                 | Rafael Traci       |
| Adicional VAR       | Víctor Carrillo    |
| Asesor de árbitros  | Roberto Perassi    |

| Estadísticas      | Bandera de Uruguay | Bandera de Chile |
| Tiros             | 16                 | 7                |
| Tiros a puerta    | 4                  | 1                |
| Faltas            | 13                 | 16               |
| Saques de esquina | 6                  | 2                |
| Penaltis          | 0                  | 0                |
| Fueras de juego   | 2                  | 4                |
| Posesión de balón | 55%                | 45%              |

#### Chile vs. Paraguay
| Jornada 4; 24 de junio | Chile | 0:2 (0:1) | Paraguay                         | Estadio Mané Garrincha, Brasilia                                         |                                                                          |
| 21:00 (UTC-3)          |       | Reporte   | Samudio 33' · Almirón 58' (pen.) | Asistencia: Sin espectadores Árbitro(s): Wilmar Roldán VAR: Rafael Traci | Asistencia: Sin espectadores Árbitro(s): Wilmar Roldán VAR: Rafael Traci |

| 1          | Guardameta     | Claudio Bravo       |     |
| 4          | Defensa        | Mauricio Isla       |     |
| 17         | Defensa        | Gary Medel          | 68' |
| 6          | Defensa        | Francisco Sierralta |     |
| 2          | Defensa        | Eugenio Mena        |     |
| 8          | Centrocampista | Arturo Vidal        |     |
| 19         | Centrocampista | Tomás Alarcón       | 46' |
| 20         | Centrocampista | Charles Aránguiz    |     |
| 7          | Delantero      | César Pinares       | 68' |
| 22         | Delantero      | Ben Brereton        |     |
| 11         | Delantero      | Eduardo Vargas      |     |
| Entrenador | Entrenador     | Martín Lasarte      |     |

| 1          | Guardameta     | Antony Silva        |     |
| 15         | Defensa        | Gustavo Gómez       |     |
| 6          | Defensa        | Junior Alonso       |     |
| 24         | Defensa        | David Martínez      |     |
| 13         | Centrocampista | Alberto Espínola    |     |
| 16         | Centrocampista | Ángel Cardozo       | 84' |
| 23         | Centrocampista | Mathías Villasanti  |     |
| 19         | Centrocampista | Santiago Arzamendia | 84' |
| 10         | Centrocampista | Miguel Almirón      | 77' |
| 7          | Delantero      | Carlos González     | 77' |
| 18         | Delantero      | Braian Samudio      | 62' |
| Entrenador | Entrenador     | Eduardo Berizzo     |     |

| 9  | Delantero      | Jean Meneses   | 46' |
| 14 | Centrocampista | Pablo Galdames | 68' |
| 5  | Defensa        | Enzo Roco      | 68' |

| 11 | Centrocampista | Ángel Romero    | 62' |
| 21 | Centrocampista | Óscar Romero    | 77' |
| 20 | Delantero      | Antonio Bareiro | 77' |
| 3  | Defensa        | Omar Alderete   | 84' |
| 5  | Centrocampista | Gastón Giménez  | 84' |

| Anotado         | 33' | Braian Samudio | 0–1 |
| Anotado · Penal | 58' | Miguel Almirón | 0–2 |

| Amonestado | 45+1' | Ben Brereton  |
| Amonestado | 56'   | Gary Medel    |
| Amonestado | 58'   | Claudio Bravo |

| Amonestado | 78' | David Martínez |

| Árbitro             | Wilmar Roldán    |
| Árbitros asistentes | Alexander Guzmán |
| Árbitros asistentes | Jhon León        |
| Cuarto árbitro      | Andrés Rojas     |
| VAR                 | Rafael Traci     |
| Adicional VAR       | Jhon Ospina      |
| Asesor de árbitros  | Omar Ponce       |

| 1          | Guardameta     | Claudio Bravo       |     |
| 4          | Defensa        | Mauricio Isla       |     |
| 17         | Defensa        | Gary Medel          | 68' |
| 6          | Defensa        | Francisco Sierralta |     |
| 2          | Defensa        | Eugenio Mena        |     |
| 8          | Centrocampista | Arturo Vidal        |     |
| 19         | Centrocampista | Tomás Alarcón       | 46' |
| 20         | Centrocampista | Charles Aránguiz    |     |
| 7          | Delantero      | César Pinares       | 68' |
| 22         | Delantero      | Ben Brereton        |     |
| 11         | Delantero      | Eduardo Vargas      |     |
| Entrenador | Entrenador     | Martín Lasarte      |     |

| 1          | Guardameta     | Antony Silva        |     |
| 15         | Defensa        | Gustavo Gómez       |     |
| 6          | Defensa        | Junior Alonso       |     |
| 24         | Defensa        | David Martínez      |     |
| 13         | Centrocampista | Alberto Espínola    |     |
| 16         | Centrocampista | Ángel Cardozo       | 84' |
| 23         | Centrocampista | Mathías Villasanti  |     |
| 19         | Centrocampista | Santiago Arzamendia | 84' |
| 10         | Centrocampista | Miguel Almirón      | 77' |
| 7          | Delantero      | Carlos González     | 77' |
| 18         | Delantero      | Braian Samudio      | 62' |
| Entrenador | Entrenador     | Eduardo Berizzo     |     |

| 9  | Delantero      | Jean Meneses   | 46' |
| 14 | Centrocampista | Pablo Galdames | 68' |
| 5  | Defensa        | Enzo Roco      | 68' |

| 11 | Centrocampista | Ángel Romero    | 62' |
| 21 | Centrocampista | Óscar Romero    | 77' |
| 20 | Delantero      | Antonio Bareiro | 77' |
| 3  | Defensa        | Omar Alderete   | 84' |
| 5  | Centrocampista | Gastón Giménez  | 84' |

| Anotado         | 33' | Braian Samudio | 0–1 |
| Anotado · Penal | 58' | Miguel Almirón | 0–2 |

| Amonestado | 45+1' | Ben Brereton  |
| Amonestado | 56'   | Gary Medel    |
| Amonestado | 58'   | Claudio Bravo |

| Amonestado | 78' | David Martínez |

| Árbitro             | Wilmar Roldán    |
| Árbitros asistentes | Alexander Guzmán |
| Árbitros asistentes | Jhon León        |
| Cuarto árbitro      | Andrés Rojas     |
| VAR                 | Rafael Traci     |
| Adicional VAR       | Jhon Ospina      |
| Asesor de árbitros  | Omar Ponce       |

| Estadísticas      | Bandera de Chile | Bandera de Paraguay |
| Tiros             | 5                | 7                   |
| Tiros a puerta    | 1                | 3                   |
| Faltas            | 13               | 14                  |
| Saques de esquina | 3                | 4                   |
| Penaltis          | 0                | 1                   |
| Fueras de juego   | 1                | 3                   |
| Posesión de balón | 68%              | 32%                 |

### Cuartos de final

#### Brasil vs. Chile
| Cuartos de final; 2 de julio | Brasil      | 1:0 (0:0) | Chile | Estadio Nilton Santos, Río de Janeiro                                       |                                                                             |
| 21:00 (UTC-3)                | Paquetá 46' | Reporte   |       | Asistencia: Sin espectadores Árbitro(s): Patricio Loustau VAR: Andrés Cunha | Asistencia: Sin espectadores Árbitro(s): Patricio Loustau VAR: Andrés Cunha |

| 23         | Guardameta     | Ederson         |       |
| 2          | Defensa        | Danilo          |       |
| 4          | Defensa        | Marquinhos      |       |
| 3          | Defensa        | Thiago Silva    |       |
| 16         | Defensa        | Renan Lodi      | 90+1' |
| 5          | Centrocampista | Casemiro        |       |
| 8          | Centrocampista | Fred            |       |
| 9          | Centrocampista | Gabriel Jesus   |       |
| 20         | Centrocampista | Roberto Firmino | 46'   |
| 7          | Centrocampista | Richarlison     | 90+1' |
| 10         | Delantero      | Neymar          |       |
| Entrenador | Entrenador     | Tite            |       |

| 1          | Guardameta     | Claudio Bravo       |     |
| 4          | Defensa        | Mauricio Isla       |     |
| 6          | Defensa        | Francisco Sierralta |     |
| 17         | Defensa        | Gary Medel          |     |
| 18         | Defensa        | Sebastián Vegas     | 64' |
| 2          | Defensa        | Eugenio Mena        |     |
| 8          | Centrocampista | Arturo Vidal        |     |
| 13         | Centrocampista | Erick Pulgar        | 76' |
| 20         | Centrocampista | Charles Aránguiz    | 88' |
| 10         | Delantero      | Alexis Sánchez      | 46' |
| 11         | Delantero      | Eduardo Vargas      |     |
| Entrenador | Entrenador     | Martín Lasarte      |     |

| 17 | Centrocampista | Lucas Paquetá | 46'   |
| 19 | Delantero      | Éverton       | 90+1' |
| 14 | Defensa        | Éder Militão  | 90+1' |

| 22 | Delantero | Ben Brereton    | 46' |
| 21 | Delantero | Carlos Palacios | 64' |
| 9  | Delantero | Jean Meneses    | 76' |
| 3  | Delantero | Diego Valencia  | 88' |

| Anotado | 46' | Lucas Paquetá | 1−0 |

| Amonestado | 81' | Ederson |

| Amonestado | 58' | Francisco Sierralta |
| Amonestado | 76' | Carlos Palacios     |
| Amonestado | 88' | Arturo Vidal        |

| Expulsado | 48' | Gabriel Jesus |

| Árbitro             | Patricio Loustau    |
| Árbitros asistentes | Ezequiel Brailovsky |
| Árbitros asistentes | Gabriel Chade       |
| Cuarto árbitro      | Guillermo Guerrero  |
| VAR                 | Andrés Cunha        |
| Adicionales VAR     | Daniel Fedorczuk    |
| Adicionales VAR     | Chirstian Lescano   |
| Asesor de árbitros  | Amelio Andino       |

| 23         | Guardameta     | Ederson         |       |
| 2          | Defensa        | Danilo          |       |
| 4          | Defensa        | Marquinhos      |       |
| 3          | Defensa        | Thiago Silva    |       |
| 16         | Defensa        | Renan Lodi      | 90+1' |
| 5          | Centrocampista | Casemiro        |       |
| 8          | Centrocampista | Fred            |       |
| 9          | Centrocampista | Gabriel Jesus   |       |
| 20         | Centrocampista | Roberto Firmino | 46'   |
| 7          | Centrocampista | Richarlison     | 90+1' |
| 10         | Delantero      | Neymar          |       |
| Entrenador | Entrenador     | Tite            |       |

| 1          | Guardameta     | Claudio Bravo       |     |
| 4          | Defensa        | Mauricio Isla       |     |
| 6          | Defensa        | Francisco Sierralta |     |
| 17         | Defensa        | Gary Medel          |     |
| 18         | Defensa        | Sebastián Vegas     | 64' |
| 2          | Defensa        | Eugenio Mena        |     |
| 8          | Centrocampista | Arturo Vidal        |     |
| 13         | Centrocampista | Erick Pulgar        | 76' |
| 20         | Centrocampista | Charles Aránguiz    | 88' |
| 10         | Delantero      | Alexis Sánchez      | 46' |
| 11         | Delantero      | Eduardo Vargas      |     |
| Entrenador | Entrenador     | Martín Lasarte      |     |

| 17 | Centrocampista | Lucas Paquetá | 46'   |
| 19 | Delantero      | Éverton       | 90+1' |
| 14 | Defensa        | Éder Militão  | 90+1' |

| 22 | Delantero | Ben Brereton    | 46' |
| 21 | Delantero | Carlos Palacios | 64' |
| 9  | Delantero | Jean Meneses    | 76' |
| 3  | Delantero | Diego Valencia  | 88' |

| Anotado | 46' | Lucas Paquetá | 1−0 |

| Amonestado | 81' | Ederson |

| Amonestado | 58' | Francisco Sierralta |
| Amonestado | 76' | Carlos Palacios     |
| Amonestado | 88' | Arturo Vidal        |

| Expulsado | 48' | Gabriel Jesus |

| Árbitro             | Patricio Loustau    |
| Árbitros asistentes | Ezequiel Brailovsky |
| Árbitros asistentes | Gabriel Chade       |
| Cuarto árbitro      | Guillermo Guerrero  |
| VAR                 | Andrés Cunha        |
| Adicionales VAR     | Daniel Fedorczuk    |
| Adicionales VAR     | Chirstian Lescano   |
| Asesor de árbitros  | Amelio Andino       |

| Estadísticas      | Bandera de Brasil | Bandera de Chile |
| Tiros             | 10                | 11               |
| Tiros a puerta    | 5                 | 5                |
| Faltas            | 13                | 12               |
| Saques de esquina | 4                 | 6                |
| Penaltis          | 0                 | 0                |
| Fueras de juego   | 1                 | 4                |
| Posesión de balón | 50%               | 50%              |

## Estadísticas de jugadores
| #  | Nombre              | Posición      | PJ | Min |    | Asist |   |   |
| -- | ------------------- | ------------- | -- | --- | -- | ----- | - | - |
| 1  | Claudio Bravo       | Portero       | 3  | 270 | -2 | 0     | 1 | 0 |
| 2  | Eugenio Mena        | Defensa       | 3  | 270 | 0  | 0     | 0 | 0 |
| 3  | Guillermo Maripán   | Defensa       | 3  | 218 | 0  | 0     | 1 | 0 |
| 4  | Mauricio Isla       | Defensa       | 3  | 270 | 0  | 0     | 1 | 0 |
| 5  | Enzo Roco           | Defensa       | 2  | 58  | 0  | 0     | 0 | 0 |
| 6  | Francisco Sierralta | Mediocampista | 1  | 90  | 0  | 0     | 1 | 0 |
| 7  | César Pinares       | Delantero     | 2  | 38  | 0  | 0     | 0 | 0 |
| 8  | Arturo Vidal        | Mediocampista | 3  | 213 | 0  | 0     | 1 | 0 |
| 9  | Jean Meneses        | Mediocampista | 3  | 214 | 0  | 0     | 0 | 0 |
| 10 | Alexis Sánchez      | Delantero     | 1  | 45  | 0  | 0     | 0 | 0 |
| 11 | Eduardo Vargas      | Delantero     | 3  | 223 | 2  | 1     | 0 | 0 |
| 12 | Gabriel Arias       | Portero       | 0  | 0   | 0  | 0     | 0 | 0 |
| 13 | Erick Pulgar        | Mediocampista | 3  | 270 | 0  | 0     | 1 | 0 |
| 14 | Pablo Galdames      | Mediocampista | 1  | 1   | 0  | 0     | 0 | 0 |
| 15 | Daniel González     | Defensa       | 0  | 0   | 0  | 0     | 0 | 0 |
| 16 | Felipe Mora         | Delantero     | 0  | 0   | 0  | 0     | 0 | 0 |
| 17 | Gary Medel          | Defensa       | 3  | 264 | 0  | 0     | 0 | 0 |
| 18 | Sebastián Vegas     | Defensa       | 0  | 0   | 0  | 0     | 0 | 0 |
| 19 | Tomás Alarcón       | Delantero     | 3  | 47  | 0  | 0     | 0 | 0 |
| 20 | Charles Aránguiz    | Mediocampista | 3  | 270 | 0  | 0     | 0 | 0 |
| 21 | Carlos Palacios     | Mediocampista | 1  | 77  | 0  | 0     | 0 | 0 |
| 22 | Ben Brereton        | Delantero     | 3  | 166 | 1  | 1     | 0 | 0 |
| 23 | Gabriel Castellón   | Portero       | 0  | 0   | 0  | 0     | 0 | 0 |
| 24 | Luciano Arriagada   | Delantero     | 1  | 21  | 0  | 0     | 0 | 0 |
| 25 | Marcelino Núñez     | Mediocampista | 0  | 0   | 0  | 0     | 0 | 0 |
| 26 | Clemente Montes     | Delantero     | 0  | 0   | 0  | 0     | 0 | 0 |
| 27 | Pablo Aránguiz      | Mediocampista | 1  | 6   | 0  | 0     | 0 | 0 |
| 28 | Claudio Baeza       | Mediocampista | 0  | 0   | 0  | 0     | 0 | 0 |